# Christina Applegate
Pour les articles homonymes, voir Applegate.
Christina Applegate est une actrice et productrice américaine, née le 25 novembre 1971 à Los Angeles.
Elle est révélée au grand public par le rôle de Kelly Bundy dans la série télévisée Mariés, deux enfants.
Adulte, elle confirme dans la comédie en occupant le rôle principal de plusieurs séries télévisées tels que Jesse, Samantha qui ?, Up All Night et Dead to Me. Au cinéma, elle reste fidèle à ce registre et participe à des productions comme Panique chez les Crandell, Mars Attacks!, Les Visiteurs en Amérique, Allumeuses !, Vive les vacances et Bad Moms.
Durant sa carrière, elle remporte plusieurs prix d'interprétation dont deux People's Choice Awards, deux Young Artist Awards ainsi que le prestigieux Primetime Emmy Award de la meilleure actrice invitée dans une série télévisée comique. Elle est aussi citée, à plusieurs reprises, pour le Golden Globe de la meilleure actrice dans une série télévisée musicale ou comique.

## Biographie

### Jeunesse et débuts précoces
Christina Applegate est née le 25 novembre 1971 dans le quartier de Hollywood à Los Angeles, elle est la fille de Robert Applegate, un producteur de musique et de la chanteuse Nancy Priddy. Après le divorce de ses parents, elle est élevée par sa mère et le compagnon de cette dernière, le chanteur de folk Stephen Stills.
À cinq mois, la petite Christina décroche son premier contrat pour une publicité. La première fois qu’elle joue réellement dans une fiction, c’est pour les besoins d’un obscur film d’horreur : Jaws of Satan, en 1981. Elle enchaîne alors des petits rôles dans des séries familiales : Charles s’en Charge, Une Sacrée Famille et Ricky ou la Belle Vie.
 Sauf indication contraire, les informations mentionnées dans cette section peuvent être confirmées par la base de données cinématographiques IMDb,  présente dans la section « Liens externes ».

### Révélation télévisuelle

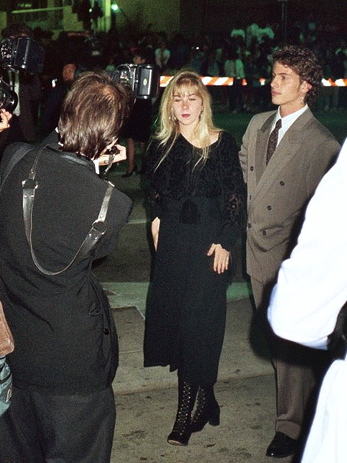
Lors des Emmy Awards de 1989.

Après Heart in the City, en 1986, elle joue de nouveau dans une série : Mariés, deux enfants, sitcom qui fut un vrai succès. Le rôle est ingrat mais l’énergie et le plaisir de la comédienne sont évidents. Elle remporte le Young Artist Awards de la meilleure jeune actrice.
La série lui permet de tourner dans des films intéressants où elle montre une certaine ironie. En effet, la jeune femme ne veut pas être réduite au rôle d’une simple bimbo. Elle le prouve dans Wild Bill, Mars Attacks!, Nowhere ou The Big Hit.
En 1993, elle participe à la création du célèbre groupe, les Pussycat Dolls.
Mariés, deux enfants s'arrête en 1997, au bout de 11 saisons, et de 262 épisodes. Dès la rentrée suivante, elle est l’héroïne de Jesse, une sitcom écrite par les créateurs de Friends, où Christina Applegate montre une fois de plus que l’on peut être belle et drôle. La série ne dure que deux saisons mais elle souligne le talent de la comédienne et l’affection du public pour elle.

### Diversification: Théâtre, percée au cinéma et succès à la télévision

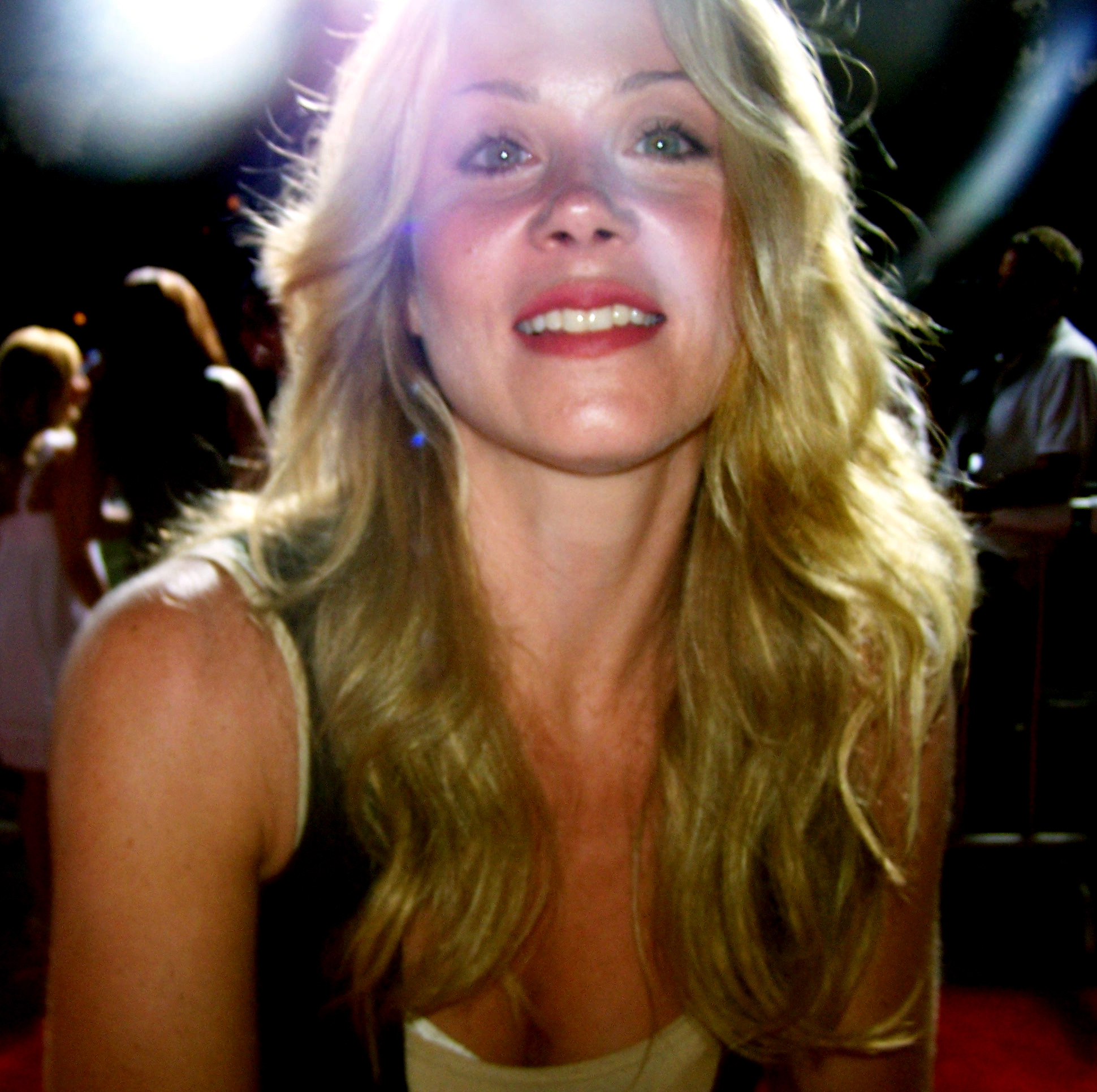
Christina Applegate en 2004

Les producteurs de la série lui confient ainsi un rôle dans Friends, celui d'Amy Green. Son apparition dans un épisode de la saison 9, en 2002 est saluée par la profession, et lui vaut le Primetime Emmy Award de la meilleure actrice invitée dans une série télévisée comique. Elle revient en 2003 le temps d'un nouvel épisode de la dixième et dernière saison.
Parallèlement, elle tente de s'imposer au cinéma : elle évolue ainsi en 2001 aux côtés de Jean Reno et Christian Clavier dans le remake franco-américain des Visiteurs, Les Visiteurs en Amérique, où elle joue un rôle équivalent à celui interprété par Valérie Lemercier dans le film d'origine. L'année suivante, elle forme avec la star Cameron Diaz et la valeur montante Selma Blair le trio sexy et potache de célibataires endurcies de la comédie Allumeuses !. Et en 2003, dans Hôtesse à tout prix, elle donne la réplique à Gwyneth Paltrow.
En 2004, elle tient le principal rôle féminin de la comédie culte Présentateur vedette : La Légende de Ron Burgundy, d'Adam McKay, avec Will Ferrell dans le rôle-titre. Il s'agit du premier succès cinématographique critique de sa carrière.
C'est à la télévision qu'elle s'aventure dans un registre dramatique : en 2005, elle est l'héroine de Le Journal de Suzanne, un téléfilm adapté du roman de James Patterson. Cet essai passe cependant inaperçu. Par ailleurs, côté cinéma, ses participations se réduisent à des seconds rôles, et dans des comédies mineures, toutes mal reçues par la critique.
Elle trouve son regain avec son essai dans une production de Broadway pour la comédie musicale Sweet Charity, qui lui vaut le Theatre World Awards de la meilleure actrice dans une comédie musicale, ainsi qu'une citation lors des Drama Desk Awards et des Tony Awards.
Elle revient ensuite à la tête d'une sitcom, en tant que productrice et actrice principale. En 2007, elle est ainsi l’héroïne de Samantha qui ?, une sitcom où elle joue une jeune femme en quête de rédemption, après avoir développé une amnésie à la suite d'un accident. Elle est entourée de Jennifer Esposito et Melissa McCarthy. Ce retour télévisuel lui permet de renouer avec les hauteurs de la critique ainsi qu'avec le public. Elle remporte le People's Choice Awards de l'actrice de télévision préférée.
Elle reçoit aussi plusieurs citations au titre de meilleure actrice dans une série télévisée comique, lors de cérémonies de remises de prix prestigieuses, comme les Golden Globes, les Screen Actors Guild Awards et les Primetime Emmy Awards.
Le programme connaît une seconde saison, mais est finalement arrêté en 2009, faute d'audiences.

### Confirmation dans la comédie

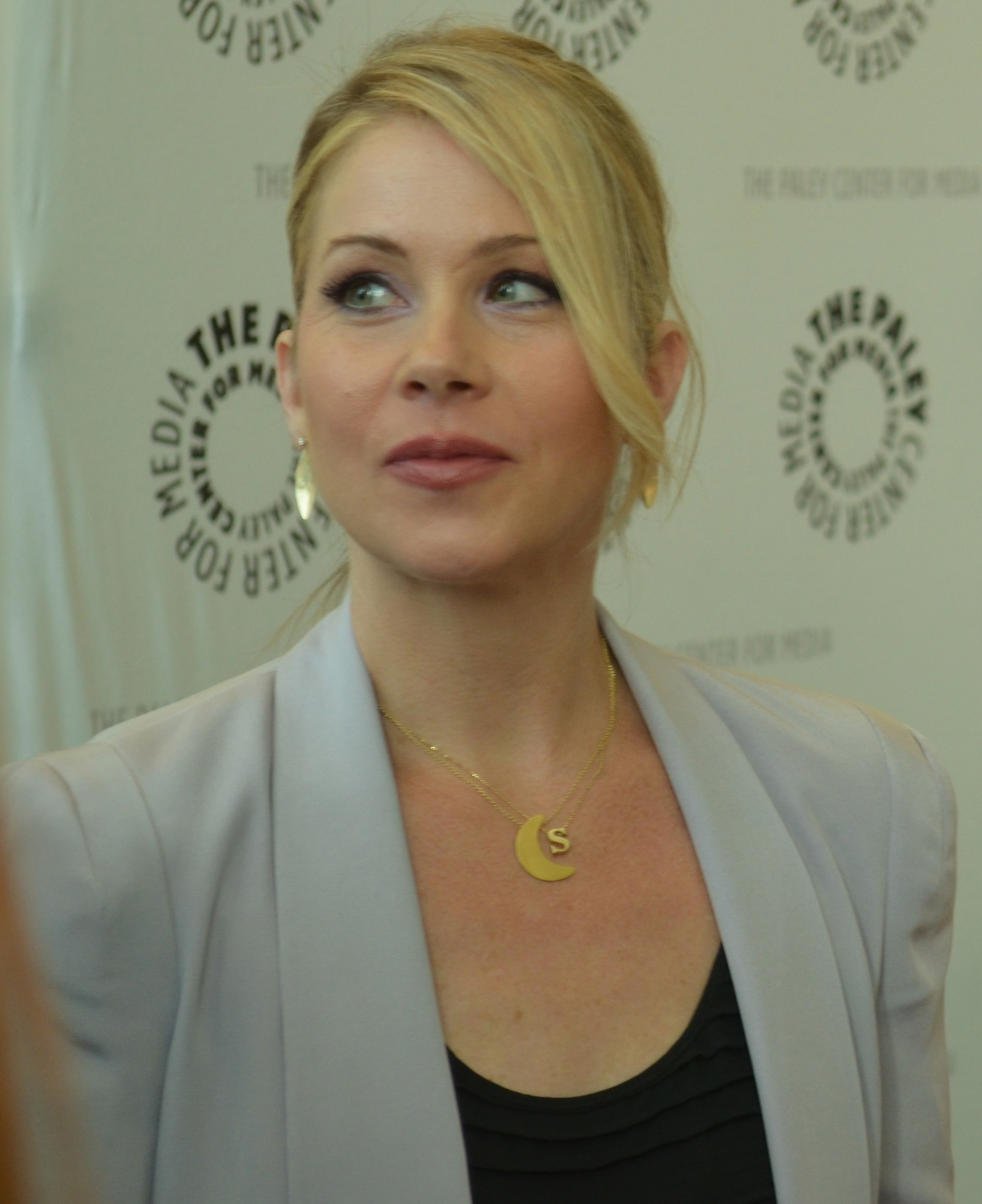
En 2012, pour la série télévisée Up All Night.

En 2011, elle retente l'expérience, cette fois avec la sitcom familiale Up All Night, où elle peut compter sur les expérimentés Will Arnett et Maya Rudolph devant la caméra. Le programme connaît cependant une production difficile, et au milieu de sa seconde saison, celle-ci est arrêtée pour repenser le format. Mais cet arrêt s'avère finalement définitif.
Cette exposition lui permet néanmoins de revenir à des rôles plus exposés au cinéma : en 2011, elle peut compter sur un rôle principal dans la comédie potache Bon à tirer (B.A.T.), de Peter et Bobby Farrelly ; et en 2013, elle prête de nouveau ses traits à la journaliste Verronica Corningstone pour Légendes vivantes, toujours sous la direction d'Adam McKay.
En 2015, elle joue la mère de famille dépassée de la comédie Vive les vacances, écrite et réalisée par John Francis Daley et Jonathan Goldstein. Elle participe également aux séries télévisées Web Therapy et Grinder. L'année d'après, elle connait un franc succès en participant au long métrage Bad Moms dans lequel elle partage la vedette aux côtés de Mila Kunis et Kristen Bell.
En juillet 2018, elle devient l'héroïne et la productrice d'une série développée par la plateforme Netflix : Dead to Me. Elle y incarne Jen, une veuve dont le mari a été tué dans un accident de voiture. La série est présentée comme une version humoristique de Big Little Lies. Seulement un mois après sa sortie sur la plateforme de streaming et saluée par les critiques,,, la série est renouvelée pour une saison 2.
Ce retour au premier plan lui permet de prétendre au Primetime Emmy Award de la meilleure actrice dans une série télévisée comique. Elle est nommée à ce même prix lors de la 77e cérémonie des Golden Globes mais aussi lors de la 26e cérémonie des Screen Actors Guild Awards.
Lors de la 72e cérémonie des Primetime Emmy Awards, elle est une nouvelle fois nommée pour l’Emmy Awards de la meilleure actrice dans une série télévisée comique grâce à sa performance dans la saison 2 de Dead To Me, qui est renouvelée pour une troisième et dernière saison par Netflix.

## Vie privée

### Relations et enfants
Le 20 octobre 2001, Christina Applegate a épousé son petit ami de longue date, l'acteur Johnathon Schaech dans une petite cérémonie en présence de leurs familles et amis proches à Palm Springs, en Californie. Johnathon Schaech a demandé le divorce en novembre 2005, citant des différends irréconciliables. Le divorce de Christina Applegate et Johnathon Schaech a été conclu le 10 août 2007 à Los Angeles.
Entre 2005 et 2008, elle a été en couple avec Lee Grivas, un photographe américain. Leur relation est marquée par des ruptures fréquentes dues notamment aux problèmes de drogue et d'alcool de Grivas. Il meurt le 1er juillet 2008 d'une overdose d'héroïne.
En 2008, Christina Applegate a commencé à fréquenter le musicien Martyn LeNoble. Ils se sont fiancés le jour de la Saint-Valentin 2010 et se sont mariés le 23 février 2013 à leur domicile de Los Angeles. Il s'agit du second mariage pour les deux. Christina Applegate et Martyn LeNoble ont une fille, Sadie Grâce LeNoble, née le 27 janvier 2011.

### Problèmes de santé
Le 3 août 2008, elle annonce être atteinte d'un cancer du sein. Parmi toutes les options de traitement, elle a choisi de subir une double mastectomie.
Le 19 août 2008, dans l'émission Good Morning America, elle a déclaré être totalement guérie à la suite de son opération. Elle subira une chirurgie réparatrice dans les huit mois. Elle en parle au travers de son personnage de Jen Harding dans l'épisode 4 de la première saison de Dead to me. Elle apparaît dans une émission spéciale « Stand up to cancer » américaine traitant de la lutte contre le cancer, le 5 septembre 2008.
En août 2021, elle annonce être atteinte de la sclérose en plaques et avoir des déplacements difficiles.

### Autres
Christina Applegate est végétarienne et a commencé à militer pour la cause animale en posant pour PETA en 2007 pour une publicité contre la fourrure.
Christina Applegate assiste involontairement à la mort de l'acteur River Phoenix dans la nuit du 30 au 31 octobre 1993 en passant à côté de lui sur le trottoir où il se tord en convulsions devant le club du Viper Room. L'acteur meurt dans les bras de sa sœur Rain Phoenix et son frère cadet Joaquin Phoenix, ainsi que devant sa compagne Samantha Mathis.

## Filmographie

### Actrice
| Année       | Film                                                | Rôle                            | Réalisateur                                 |
| ----------- | --------------------------------------------------- | ------------------------------- | ------------------------------------------- |
| 1981        | Jaws of Satan                                       | Kim Perry                       | Bob Claver                                  |
| 1981        | Beatlemania                                         | une danseuse                    | Joseph Manduke                              |
| 1990        | Streets                                             | Dawn                            | Katt Shea                                   |
| 1991        | Panique chez les Crandell                           | Sue Ellen Crandell              | Stephen Herek                               |
| 1995        | Across The Moon                                     | Kathy                           | Lisa Gottlieb                               |
| 1995        | Wild Bill                                           | Lurline Newcomb                 | Walter Hill                                 |
| 1996        | Vibrations                                          | Anamika                         | Michael Paseornek                           |
| 1996        | Mars Attacks!                                       | Sharona                         | Tim Burton                                  |
| 1997        | Nowhere                                             | Dingbat                         | Gregg Araki                                 |
| 1998        | Claudine's Return                                   | Claudine Van Doozen             | Antonio Tibaldi                             |
| 1998        | The Big Hit                                         | Pam Shulman                     | Kirk Wong                                   |
| 1998        | Le Prince de Sicile                                 | Diane Steen                     | Jim Abrahams                                |
| 1999        | Requiem pour un taulard (Out in Fifty)              | Lilah                           | Bojesse Christopher                         |
| 2000        | The Giving Tree                                     | Emily                           | Cameron Thor                                |
| 2001        | Sol Goode                                           | Happy Fan #1                    | Danny Comden                                |
| 2001        | Les Visiteurs en Amérique                           | Julia Malfete/Princess Rosaline | Jean-Marie Poiré                            |
| 2002        | Allumeuses !                                        | Courtney Rockcliffe             | Roger Kumble                                |
| 2002        | Heroes                                              | Wife                            | Johnathon Schaech                           |
| 2003        | Hôtesse à tout prix                                 | Christine Montgomery            | Bruno Barreto                               |
| 2003        | Wonderland                                          | Susan Launius                   | James Cox                                   |
| 2003        | Grand Theft Parsons                                 | Barbara                         | David Caffrey                               |
| 2004        | L'Employé du mois                                   | Sara Goodwin                    | Mitch Rouse                                 |
| 2004        | Présentateur vedette : La Légende de Ron Burgundy   | Veronica Corningstone           | Adam McKay                                  |
| 2004        | Famille à louer                                     | Alicia Valco                    | Mike Mitchell                               |
| 2005        | Tilt-A-Whirl                                        | Customer #1                     | Cameron Thor                                |
| 2008        | The Rocker                                          | Amanda Wood                     | Peter Cattaneo                              |
| 2009        | Alvin et les Chipmunks 2                            | Brittany (voix)                 | Betty Thomas                                |
| 2010        | Comme chiens et chats : La Revanche de Kitty Galore | Catherine (voix)                | Brad Peyton                                 |
| 2010        | Trop loin pour toi                                  | Corinne                         | Nanette Burstein                            |
| 2011        | Bon à tirer (B.A.T.)                                | Grace                           | Peter et Bobby Farrelly                     |
| 2011        | Alvin et les Chipmunks 3                            | Brittany (voix)                 | Mike Mitchell                               |
| 2013        | Légendes vivantes                                   | Verronica Corningstone          | Adam McKay                                  |
| 2015        | Vive les vacances (Vacation)                        | Debbie Griswold                 | John Francis Daley et Jonathan Goldstein    |
| 2015        | Alvin et les Chipmunks : À fond la caisse           | Brittany (voix)                 | Walt Becker                                 |
| 2017        | Mon coup d'un soir, mon ex et moi                   | Morgan                          | Kevin Tent                                  |
| 2016        | Bad Moms                                            | Gwendolyn                       | Jon Lucas et Scott Moore (en)               |
| 2016        | Youth in Oregon                                     | Kate                            | Joel David Moore                            |
| Année       | Série / Téléfilm                                    | Rôle                            | Episodes                                    |
| 1981        | Father Murphy                                       | Ada                             | saison 1, épisode 4                         |
| 1983        | Grace Kelly                                         | Grace Kelly (jeune)             | •••                                         |
| 1984 - 1985 | Charles s'en charge                                 | Stacy                           | saison 1, épisodes 6 et 17                  |
| 1985        | Ricky ou la Belle Vie                               | Jeanine                         | saison 4, épisode 22                        |
| 1985        | Washingtoon                                         | Sally Forehead                  | 10 épisodes                                 |
| 1985 - 1986 | Still the Beaver                                    | Mandy / Wendy                   | saison 1, épisode 15 et saison 2, épisode 4 |
| 1986        | Ricky ou la Belle Vie                               | Jeannie Bolens                  | saison 4, épisode 22                        |
| 1986        | All Is Forgiven                                     | Simone                          | saison 1, épisode 5                         |
| 1986        | Histoires fantastiques                              | Holly                           | saison 2, épisode 4                         |
| 1986 - 1987 | Heart of the City (en)                              | Robin Kennedy                   | 13 épisodes                                 |
| 1987        | 21 Jump Street                                      | Tina                            | saison 2, épisode 15                        |
| 1987        | Mariés, deux enfants (1987-1997)                    | Kelly Bundy                     | 258 épisodes                                |
| 1987        | Sacrée Famille                                      | Kitten                          | saison 5, épisode 21                        |
| 1988        | Le Bal de l'école                                   | Patrice Johnson                 | Téléfilm                                    |
| 1991        | Top of the Heap                                     | Kelly Bundy                     | saison 1, épisodes 1, 2 et 4                |
| 1997        | Pauly                                               | Mariah                          | saison 1, épisode 5                         |
| 1998 - 2000 | Jesse                                               | Jesse Warner                    | 42 épisodes                                 |
| 2001        | Prince charmant                                     | Kate                            | •••                                         |
| 2002        | Friends                                             | Amy Green                       | saison 9, épisode 8                         |
| 2003        | Friends                                             | Amy Green                       | saison 10, épisode 5                        |
| 2005        | Le Journal de Suzanne                               | Dr. Suzanne Bedford             | •••                                         |
| 2007 - 2009 | Samantha qui ?                                      | Samantha Newly                  | 35 épisodes                                 |
| 2008        | Reno 911, n'appelez pas !                           | Seeeeemji                       | saison 5, épisode 1                         |
| 2011 - 2012 | Up All Night                                        | Reagan                          | 35 épisodes                                 |
| 2015        | Web Therapy                                         | Jenny Bologna                   | saison 4, épisodes 11 et 12                 |
| 2015        | The Grinder                                         | Gail Budnick                    | saison 1, épisode 5                         |
| 2018        | Ask the StoryBots                                   | The Baker                       | saison 2, épisode 2                         |
| 2019 - 2022 | Dead to me                                          | Jen Harding                     | 30 épisodes                                 |

### Productrice
- 1998-2000 : Jesse (série télévisée, co-productrice de 35 épisodes)
- 2001 : Comforters, Miserable (long métrage)
- 2007-2009 : Samantha qui ? (série télévisée, productrice de 15 épisodes et co-productrice exécutive de 20 épisodes)
- 2011-2012 : Up All Night (série télévisée, productrice de 35 épisodes)
- 2015 : Hooked (documentaire)
- 2019 : Dead to Me (série télévisée, productrice exécutive)

## Distinctions

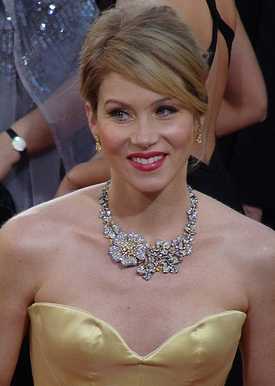
Christina Applegate lors de la cérémonie des Golden Globes en 2009.

Sauf indication contraire ou complémentaire, les informations mentionnées dans cette section proviennent des bases de données IMDb et IBDb.

### Récompenses
- Young Artist Awards 1987 : Meilleure jeune actrice dans une série comique pour Heart of the City (en)
- Young Artist Awards 1989 : Meilleure jeune actrice dans une série télévisée comique pour Mariés, deux enfants (1987-1997).
- Ft. Lauderdale International Film Festival 1998 : Lauréate du Prix du Président du Jury de la star à l'horizon
- People's Choice Awards 1999 : meilleure actrice dans une nouvelle série pour Jesse
- TV Guide Awards 1999 : Meilleure actrice dans une nouvelle série télévisée comique pour Jesse (1998-2000).
- The Stinkers Bad Movie Awards 2002 : Pire performance musicale dans un film pour Allumeuses!, prix partagée avec Cameron Diaz et Selma Blair, pour la chanson Penis Song
- Young Hollywood Awards 2002 : "Something Extra" Award et "Brillant Cut" Award
- Primetime Emmy Awards 2003 : meilleure actrice invitée dans une série télévisée comique pour Friends
- Theatre World Awards 2005 : Meilleure actrice dans une comédie musicale pour Sweet Charity
- People's Choice Awards 2009 : Actrice de télévision préférée
- Gracie Allen Awards 2012 : Meilleure actrice dans une série télévisée comique pour Up All Night
- CinemaCon 2016 : Célébrité féminine de l'année pour Bad Moms, prix partagé avec Mila Kunis, Kristen Bell, Kathryn Hahn et Annie Mumolo

### Nominations
- Young Artist Awards 1988: Meilleure jeune actrice dans une série télévisée comique dans une série télévisée comique pour Mariés, deux enfants (1987-1997).
- MTV Movie & TV Awards 1992 : Actrice la plus désirable pour Panique chez les Crandell
- Young Artist Awards 1992 : Meilleure jeune distribution dans un film pour Panique chez les Crandell
- Bravo Otto 1993 : Meilleure actrice dans une série télévisée comique pour Mariés, deux enfants (1987-1997).
- Kids' Choice Awards 1993 : Meilleure actrice dans une série télévisée comique pour Mariés, deux enfants (1987-1997).
- Golden Globes 1999 :  meilleure actrice dans une série télévisée musicale ou comique pour Jesse (1998-2000).
- Online Film & Television Association 1999 : Meilleure actrice dans une nouvelle série télévisée comique pour Jesse (1998-2000).
- Online Film & Television Association 2003 : Meilleure actrice invitée dans une série télévisée comique pour Friends
- Teen Choice Awards 2003 : Meilleur méchant dans un film pour Hôtesse à tout prix
- Primetime Emmy Awards 2004 : meilleure actrice invitée dans une série télévisée comique pour Friends
- Drama Desk Awards 2005 : Meilleure actrice dans une comédie musicale pour Sweet Charity
- Tony Awards 2005 : meilleure actrice dans une comédie musicale pour Sweet Charity
- Golden Globes 2008 : meilleure actrice dans une série télévisée musicale ou comique pour  Samantha qui ? (2007-2009).
- Gold Derby Awards 2008 : Meilleure actrice dans une série télévisée comique pour Samantha qui ? (2007-2009).
- Online Film & Television Association 2008 : Meilleure actrice dans une série télévisée comique pour Samantha qui ? (2007-2009).
- Primetime Emmy Awards 2008 : meilleure actrice dans une série télévisée comique pour Samantha qui ? (2007-2009).
- Prism Award 2008 : Meilleure actrice dans une série télévisée comique pour Samantha qui ? (2007-2009).
- Satellite Awards 2008 : meilleure actrice dans une série télévisée musicale ou comique pour Samantha qui ? (2007-2009).
- Screen Actors Guild Awards 2008 : meilleure actrice dans une série télévisée comique pour Samantha qui ? (2007-2009).
- Teen Choice Awards 2008 : Meilleure actrice dans une série télévisée comique pour Samantha qui ? (2007-2009).
- Television Critics Association Awards 2008 : Meilleure actrice dans une série télévisée comique pour Samantha qui ?
- Golden Globes 2009 : meilleure actrice dans une série télévisée musicale ou comique pour Samantha qui ? (2007-2009).
- Online Film & Television Association 2009 : Meilleure actrice dans une série télévisée comique pour Samantha qui ? (2007-2009).
- Primetime Emmy Awards 2009 : meilleure actrice dans une série télévisée comique pour Samantha qui ? (2007-2009).
- Screen Actors Guild Awards 2009 : meilleure actrice dans une série télévisée comique pour Samantha qui ? (2007-2009).
- Screen Actors Guild Awards 2010: meilleure actrice dans une série télévisée comique pour Samantha qui ? (2007-2009).
- Satellite Awards 2012 : meilleure actrice dans une série télévisée musicale ou comique pour Up All Night
- Teen Choice Awards 2014 : Meilleure actrice dans un film comique pour Légendes vivantes
- Gold Derby Awards 2019 : meilleure actrice dans une série télévisée comique pour Dead to me (2019-2022).
- Online Film & Television Association 2019 : Meilleure actrice dans une série télévisée comique pour Dead to me (2019-2022).
- Primetime Emmy Awards 2019 : meilleure actrice dans une série télévisée comique pour Dead to me (2019-2022).
- Satellite Awards 2019 : meilleure actrice dans une série télévisée musicale ou comique pour Dead to me (2019-2022).
- Critics' Choice Television Awards 2020 : meilleure actrice dans une série télévisée comique pour Dead to me (2019-2022).
- Golden Globes 2020 : Meilleure actrice dans une série musicale ou comique pour Dead to me (2019-2022).
- Gold Derby Awards 2020 : meilleure actrice dans une série télévisée comique pour Dead to me (2019-2022).
- Primetime Emmy Awards 2020 : meilleure actrice dans une série télévisée comique pour Dead to me (2019-2022).
- Screen Actors Guild Awards 2020 : meilleure actrice dans une série télévisée comique pour Dead to me (2019-2022).
- People's Choice Awards 2020 : 
  - actrice préférée dans une série télévisée comique pour Dead to me (2019-2022).
  - actrice préférée de télévision dans une série télévisée comique pour Dead to me (2019-2022).
- Online Film & Television Association 2020 : Meilleure actrice dans une série télévisée comique pour Dead to me (2019-2022).
- Television Critics Association Awards 2020 : Meilleure actrice dans une série télévisée comique pour Dead to me (2019-2022).
- Critics' Choice Television Awards 2021 : Meilleure actrice dans une série télévisée comique pour Dead to me (2019-2022).
- Screen Actors Guild Awards 2021 : Meilleure actrice dans une série comique pour Dead to me (2019-2022).
- Etoile sur L’Hollywood Walk of Fame en Californie 2022

## Voix françaises
En France, Christina Applegate est regulièrement doublée par Véronique Soufflet. Barbara Tissier et Marie-Laure Dougnac l'ont doublée à trois reprises, tandis que Caroline Maillard à deux reprises.
Au Québec, Aline Pinsonneault est la voix québécoise régulière de l'actrice.